# Mansour Ghadarkhah
Mansour Ghadarkhah (* 1956 im Iran; † 2. Dezember 2015 in Nevada, Vereinigte Staaten) war ein deutsch-iranischer Regisseur und Drehbuchautor.
Ghadarkhah drehte bereits als Schüler Super-8-Filme. Nach einer Kameraausbildung arbeitete er beim Fernsehsender seiner Heimatstadt Isfahan als Kameramann, Regieassistent und Schauspieler. Vierzehn Monate lang war er an einer Serienproduktion beteiligt, schrieb und inszenierte eigene Theaterstücke und drehte einige Kurzfilme.
Zweimal wurde er als bester Schauspieler in seinem Bundesland prämiert.
1979 kam er nach Deutschland ins Exil, studierte Foto-Film-Design und heiratete 1982 Ruth Maria Schröer. Während der Studienzeit drehte er unter anderem die Dokumentarfilme Sehnsucht nach Heimat und Anklage. Gemeinsam mit seiner Frau und dem Freund Karl-Ludwig Groll gründete er 1989 die Roya Film Produkationsgesellschaft mbH.
Nach vierjähriger Finanzierungs- und einjähriger Produktionszeit stellte er 1992 seinen ersten Kinofilm Auge um Auge fertig. Der Film läuft im In- und Ausland erfolgreich und erhielt zwei Auszeichnungen.
Mansour Ghadarkhah starb am 2. Dezember 2015. Er wurde in El Toro Friedhof Orange County beigesetzt.

## Filmografie
- 1992: Auge um Auge
- 1994: Choda Hafes – Tschüß liebe Oma (Kinderfilm)
- 1996: Spur des Terrors (Dokumentation)
- 1998: Von Cali nach Calcutta – Urlaub in den Slums (Reportage)